# Детки в порядке (телесериал)
«Детки в порядке» (англ. The Kids Are Alright) — американский ситком, премьера которого состоялась 16 октября 2018 года на телеканале ABC.
10 мая 2019 года канал ABC закрыл сериал после одного сезона.

## Сюжет
Пара родителей рабочего класса в ирландско-католической семье пытается воспитывать своих восьмерых детей в 1970-х годах.

## В ролях

#### Основной состав
- Майкл Кудлиц — Майк Клири[3]
- Мэри Маккормак — Пегги Клири[4]
- Сэм Страли — Лоренс Клири[5]
- Калеб Мартин Фут — Эдди Клири[6]
- Сойер Барт — Фрэнк Клири[7]
- Кристофер Пол Ричардс — Джой Клири[6]
- Джек Гор — Тимми Клири[6]
- Энди Уокен — Уильям Клири
- Сантино Барнард — Пэт Клири

#### Гостевой состав
- Кеннеди Ли Слокум — Венди

## Список эпизодов

### Сезон 1 (2018—2019)
| № общий | № в сезоне | Название                             | Режиссёр        | Автор сценария  | Дата премьеры   | Зрители в США (млн) |
| ------- | ---------- | ------------------------------------ | --------------- | --------------- | --------------- | ------------------- |
| 1       | 1          | «Pilot» «Пилот»                      | Рэндолл Айнхорн | Тим Дойл        | 16 октября 2018 | 6.52                |
| 2       | 2          | «Timmy's Poem» «Стихотворение Тимми» | Рэндолл Айнхорн | Лиза К. Нельсон | 23 октября 2018 | 5.08                |
| 3       | 3          | «Microwave» «Микроволновый»          | Рэндолл Айнхорн | Роб Улин        | 30 октября 2018 | 5.39                |

## Производство

### Разработка
В феврале 2018 года, Рэндалл Эйнхорн подписал контракт на производство пилотного эпизода. 11 мая 2018 года ABC заказала производство сериала. 7 ноября 2018 года сериал был продлен на полный сезон из 22 серий. 14 декабря 2018 года ABC заказала дополнительную серию первого сезона, доведя заказ до 23 серий.

### Музыка
Сиддхартха Хосла является основным композитором сериала.